# Jo Bench
Jo-Anne Bench är en brittisk musiker, basist, från Leamington Spa, som spelade i bandet Bolt Thrower. Bench är med på alla deras album, men inte på någon demo. 

## Biografi
Bench gick med i bandet 1987, kort efter att Gavin Ward hade bytt från basgitarr till gitarr. Vid den tiden var hon Wards långvariga flickvän och känd som en av få kvinnliga medlemmar i ett kommersiellt framgångsrikt metalband. Hon har haft inflytande på ett antal andra kvinnliga musiker inom genren. Bolt Thrower var aktiva fram till 2016, då de beslutade att upplösas efter trummisen Martin Kearns död året innan.
Bench bidrog som gäst i låten Resurrected For Massive Torture av The Project Hate MCMXCIX på albumet Armageddon March Eternal – Symphonies of Slit Wrists från 2005.

## Instrument
Källa:
- BC Rich Ironbird
- Peavey T-Max
- Ibanez Tube Screamer
- Laney Amplification